# Les 100 Vies de Black Jack Savage
Les 100 Vies de Black Jack Savage (Disney presents: The 100 Lives of Black Jack Savage) est une série télévisée américaine en un pilote de 90 minutes et six épisodes de 42 minutes, produite par Stephen J. Cannell Productions en association avec Walt Disney Television et diffusée du 31 mars au 26 mai 1991 sur le réseau NBC.
En France, la série a été diffusée à partir du 19 avril 1992 dans Disney Parade sur TF1. Elle reste inédite dans les autres pays francophones.

## Synopsis
La série raconte l'histoire de Black Jack Savage, le fantôme d'un légendaire pirate caribéen pendu au XVIIe siècle. Il fait équipe avec Barry Tarberry un homme d'affaires corrompu, qui s'est enfui aux Caraïbes afin d'échapper à la justice. Menacés par la damnation éternelle, ils doivent sauver 100 vies afin de racheter leurs erreurs passées et sauver leurs propres âmes.
Black Jack ne peut plus quitter son château sans risquer de se faire capturer par les "snarks", des créatures qui peuvent l'envoyer en enfer. Tarberry, quant à lui, doit éviter les agents du gouvernement venus pour l'extrader vers les États-Unis. Sur l'île de San Pietro, il y a aussi Abel Vasquez, le Gouverneur Général corrompu. Danielle, une militante qui s'oppose à Vasquez en aidant les habitants et Logan Murphy, dit "Proton fluide", un inventeur qui mettra au point un "aspirateur à snarks" pour Tarberry, tout en se faisant arnaquer par ce dernier.

## Distribution
- Stoney Jackson (en) (pilote) puis Steven Williams : Black Jack Savage
- Daniel Hugh Kelly (VF : Jacques Frantz) : Barry Tarberry
- Roma Downey : Danielle St. Clair
- Bert Rosario (VF : Roger Carel) : Le Gouverneur Général Abel Vasquez
- Steve Hytner (en) (VF : Patrick Préjean) : Logan « FX » Murphy, dit "Proton fluide"

## Pilote
1. Les 100 Vies de Black Jack Savage (Pilot)

## Épisodes
1. Une histoire de pirate (A Pirate Story)
2. Un jour dans la vie de Logan Murphy (A Day in the Life of Logan Murphy)
3. Des contrats à casser (Deals Are Made to Be Broken)
4. Cherchez le grand syndicat (Look for the Union Label)
5. Un dictateur pas si mal (The Not-So-Great Dictator)
6. Pour qui sonne la cloche du mariage ? (For Whom the Wedding Bells Toll)